# Cavalier (apodo)

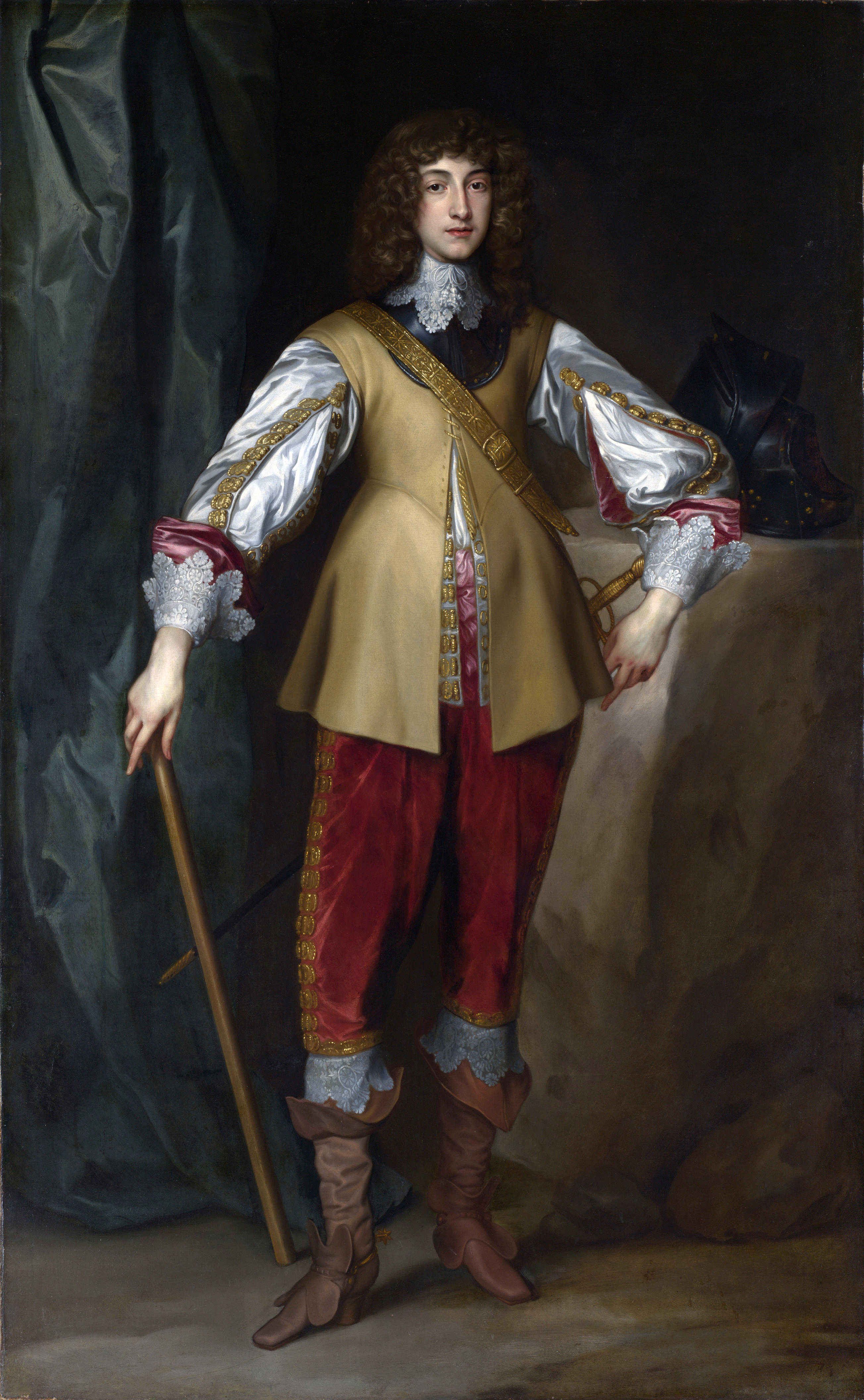
Príncipe Ruperto, arquetipo de cavalier.

Cavalier era el término usado por los parlamentarios ingleses para denominar a los «realistas» (en inglés, Royalists), ingleses que apoyaban al rey Carlos I durante la guerra civil inglesa (1642-1651). Los realistas, en respuesta, llamaban a los parlamentarios «roundheads» («cabezas redondas»). Típicamente, el término «cavalier» hacía referencia a los nacidos en la alta sociedad, que lucían prendas de vestir extravagantes, a la moda, y que apoyaban al rey Carlos I. El príncipe Ruperto del Rin, comandante de la mayoría de los cavaliers del rey, es considerado a menudo el arquetipo de cavalier.

## Uso primario
El uso del término se originó de la palabra caballarius que en latín vulgar significaba «jinete». El término posee la misma derivación en francés («chevalier»), italiano («cavaliere») y español («caballero»), aunque en inglés se usaba con sentido peyorativo para referirse a alguien arrogante.